# Il regime dell'arte
Il regime dell'arte è stata una mostra di pittura tenuta a Cremona tra il 2018 e il 2019.

## Organizzazione e svolgimento
La mostra, curata da Vittorio Sgarbi e Rodolfo Bona, è consistita nel reperimento e nell'esposizione di alcune delle opere che vennero esposte al Premio Cremona fra il 1939 e il 1941. Si tenne al Museo civico Ala Ponzone dal 21 settembre 2018 al 3 marzo 2019. Il catalogo della mostra, pubblicato dall'editore Contemplazioni, contiene testi saggi di Vittorio Sgarbi, Giordano Bruno Guerri, Cornelia Regin, Maria Luisa Betri, Rodolfo Bona, Tiziana Cordani, Sara Fontana ed Annamaria Melati.

## Pittori esposti
Furono esposti dipinti di (in ordine alfabetico) Bruno Amadio, Mario Beltrami, Virginio Bianchi, Mario Biazzi, Gian Giacomo Dal Forno, Angelo De Bernardi, Donato Frisia, Piero Gaudenzi, Baldassarre Longoni, Dilvo Lotti, Cesare Maggi, Carlo Martini, Biagio Pietro Mercadante, Domenico Mori, Giuseppe Moroni, Alessandro Pomi, Luciano Ricchetti, Pina Sacconaghi, Innocente Salvini, Renato Santini, Iginio Sartori, Remigio Schmitzer, Luigi Stracciari ed Evaristo Zambelli.